# With Friends Like These...
With Friends Like These... is een Amerikaanse filmkomedie uit 1998, geregisseerd door Philip Frank Messina.

## Verhaal
Vier bevriende acteurs nemen het tegen elkaar op om dezelfde rol te krijgen in de nieuwe gangsterfilm van Martin Scorsese. Elk zal zoeken naar manieren om verdiensten te maken om de rol samen te krijgen, waardoor concurrentie en afgunst mengen in vriendschap.

## Rolverdeling
| Acteur            | Personage           |
| ----------------- | ------------------- |
| Adam Arkin        | Steve Hersh         |
| David Strathairn  | Armand Minetti      |
| Jon Tenney        | Dorian Mastandrea   |
| Robert Costanzo   | Johnny DiMartino    |
| Amy Madigan       | Hannah DiMartino    |
| Laura San Giacomo | Joanne Hersh        |
| Elle Macpherson   | Samantha Mastandrea |
| Lauren Tom        | Yolanda Chin        |
| Beverly D'Angelo  | Theresa Carpenter   |
| Ashley Peldon     | Marissa DiMartino   |
| Allison Bertolino | Dana DiMartino      |
| Bill Murray       | Maurice Melnick     |
| Jon Polito        | Rudy Ptak           |
| Martin Scorsese   | Zichzelf            |

## Release en ontvangst
De film ging in première op 10 september 1998 op het Boston Film Festival. De film ontving op Rotten Tomatoes 50% goede reviews, gebaseerd op 14 beoordelingen. Op Metacritic werd de film beoordeeld met een metascore van 54/100, gebaseerd op 8 critici.

## Prijzen en nominaties
| Jaar | Prijs                            | Categorie                      | Genomineerde(n)                               | Uitslag  |
| ---- | -------------------------------- | ------------------------------ | --------------------------------------------- | -------- |
| 1998 | Filmfestival van München         | High Hopes Award               | Robert Greenhut, Amy Lemisch & Penny Marshall | Gewonnen |
| 1999 | Cinequest San Jose Film Festival | Audience Favorite Choice Award | Philip Frank Messina                          | Gewonnen |
| 1999 | US Comedy Arts Festival          | Film Discovery Jury Award      | Philip Frank Messina                          | Gewonnen |